# Schlichting (herb szlachecki)
Schlichting – polski herb szlachecki z nobilitacji.

## Opis herbu
Poniższa rekonstrukcja herbu pochodzi od Józefa Szymańskiego, za nim przytoczył ją Tadeusz Gajl. Jest to najpoprawniejsza możliwa rekonstrukcja, ponieważ pochodzi bezpośrednio z dokumentu nobilitacyjnego. Opis herbu z wykorzystaniem zasad blazonowania, zaproponowanych przez Alfreda Znamierowskiego:
W polu czarnym, między dwoma rogami jelenimi srebrnymi, na trzecim takimż rogu w pas na taśmie złotej trąba myśliwska czerwona.
Klejnot: trzy pióra strusie czarne.
Labry czarne, podbite srebrem.
Józef Szymański przytacza też opinię Wdowiszewskiego, według której w herbie nie było trąby. Tak też wyglądać miał herb śląskiej rodziny von der Schlichting.
Kasper Niesiecki w swoim opisie podaje pole czerwone i również brak trąby. Nie określa barw rogów ani klejnotu.
W Tablicach odmian herbowych Chrząńskiego, herb jest bez trąby, pole czerwone, rogi czarne.
Natomiast według Wappen und handbuch..., zawierającego wizerunki szlachty śląskiej, herb Freiherrów von Schlichting z Bukowca miał pole srebrne, rogi czarne, brak trąby, klejnot na zawoju srebrno-czarnym i środkowe pióro srebrne.

### Kwestia obecności rogu myśliwskiego
Róg myśliwski wiszący na jelenim porożu miał być specjalnym dodatkiem do rodowego herbu Schlichtingów od króla, zgodnie z tym co mówi cytowany przez Barbarę Trelińską fragment dokumentu nobilitacyjnego:

(...) ad quae insignia nos de speciali gratia nostra addimus eis tubam venatoriam rubicundi coloris (...)

Zatem autorzy rekonstruujący herb bez rogu myśliwskiego, sięgający prawdopodobnie do źródeł niemieckich, przypisując taki herb polskim Schlichitingom, popełniają błąd. Polski herb Schlichting, w odróżnieniu od niemieckiego (czy raczej śląskiego), powinien być rysowany z trąbą myśliwską.

## Najwcześniejsze wzmianki
Nadany Ambrożemu, sekretarzowi królewskiemu i Filipowi Schlichtingom 8 kwietnia 1567. 

## Herbowni
Ponieważ herb Schlichting był herbem własnym, prawo do posługiwania się nim przysługuje tylko jednemu rodowi herbownemu:
Schlichting (Szyling).

### Znani herbowni
- Jan Jerzy Szlichtyng

## Występowanie poza heraldyką szlachecką

Herb Szlichtyngowej

Zmodyfikowany herb Schlichtingów posłużył za wzór herbu założonej przez Jana Szlichtynga Szlichtyngowej.